# Shinzō Abe
Shinzō Abe (安倍 晋三 Abe Shinzō?, n. 21 septembrie 1954, Shinjuku, Tōkyō, Japonia – d. 8 iulie 2022, Kashihara, Prefectura Nara, Japonia) a fost un politician japonez.
Abe a fost cel de-al 57 -lea prim-ministru al Japoniei în perioada 26 decembrie 2012 - 16 septembrie 2020, după ce a ocupat anterior această funcție între 26 septembrie 2006 și 26 septembrie 2007.
Abe a fost, de asemenea,  liderul Partidului Liberal Democrat, pe care l-a prezidat din 2006 până în 2007 și din nou din 2012 până în 2020.
A fost cel mai tânăr prim-ministru japonez post-Al Doilea Război Mondial și primul născut după război. A demisionat la 12 septembrie 2007 și a fost înlocuit de Yasuo Fukuda.
Abe a devenit din nou prim-ministru în urma victoriei PLD în alegerile generale din 2012; a fost ales cu 328 de voturi în Parlament din totalul de 478 de deputați. El l-a înlocuit pe Yoshihiko Noda, din cadrul Partidului Democrat din Japonia (PDJ, centru-stânga).
La data de 28 august 2020 și-a prezentat intenția de a demisiona din cauza reapariției colitei ulcerative. A fost succedat în funcție de Yoshihide Suga.
Abe a fost ucis de un bărbat înarmat singuratic pe 8 iulie 2022.

## Moartea
La data de 8 iulie 2022, în jurul orei 11:30, ora locală, Shinzo Abe a fost împușcat în spate de două ori, în timpul unei campanii electorale, în timp ce ținea un discurs  în orașul Nara.
Suspectul a fost numit ca Tetsuya Yamagami.